# Feodor Kisiliev
Feodor Kisiliev (1946-2019) (en russe : Феодор Стефанович Киселёв) est un peintre, né en 1946 dans la ville de Moguilev (Biélorussie), à cette époque dans l'URSS.
Feodor Kisiliev est né en Biélorussie, issu d'une famille aisée grâce au commerce du bois. Il est encouragé par ses parents à exploiter son talent d'aquarelliste et de peintre.
Il suit l'enseignement de l'académie des Beaux Arts de Mahiliow  et l'enseignement historique de la période Napoléonienne et particulièrement se spécialise sur le passage de Napoléon franchissant en 1812 la Niemen avec 700 000 hommes pour aller conquérir Moscou.
Ces œuvres sublimes de l'épopée napoléonienne sont très représentatives de son travail et de la synthèse historique qu'il opère entre l'art biélorusse et la culture occidentale.
Les conquêtes et les événements historiques et la retraite de Russie sont des thématiques récurrents de l'œuvre de Feodor Kisiliev.
Tous ces œuvres lui permettent de s'inscrire dans l'histoire napoléonienne comme l'un des meilleurs artistes peintres de l'épopée napoléonienne en Russie.
Il a su sublimer le passage de la Bérézina, la bataille de Saltanovka, le passage de Moguilev, et l'incendie de Moscou.
Il est dans de multiples collections et ses œuvres sont visibles en permanence dans différents musées, particulièrement aux États-Unis et en Allemagne. Il a reçu différentes distinctions durant sa vie.
Il meurt en 2019 d'une longue maladie.